# Barbarine

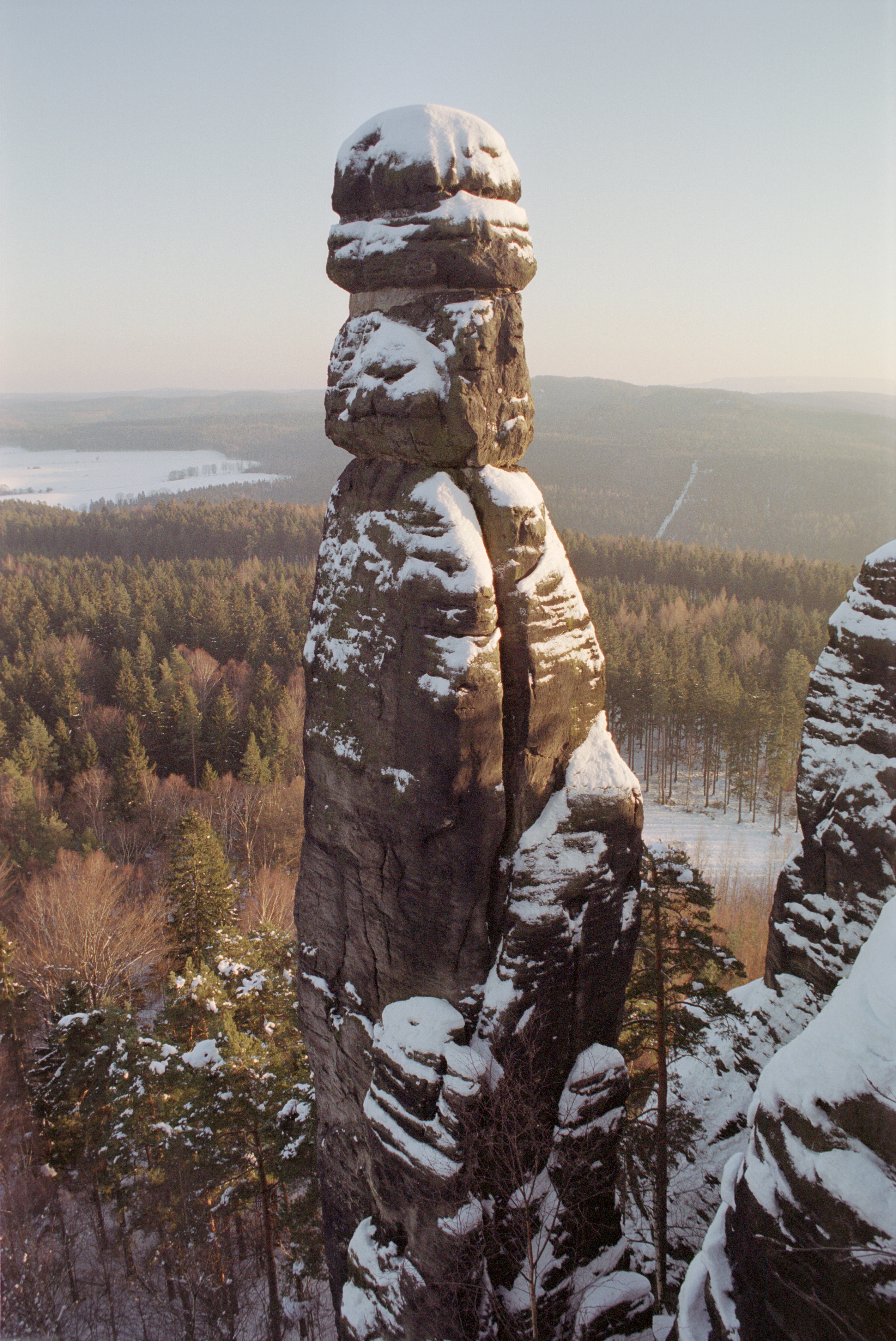
Die Barbarine am Pfaffenstein

Die Barbarine ist der bekannteste freistehende Felsen im deutschen Teil des Elbsandsteingebirges. Die an der Talseite 42,7 m hohe Felsnadel (Höhe 418,2 m ü. NHN) gilt als ein Wahrzeichen der Sächsischen Schweiz. Sie ist am 19. September 1905 erstmals durch Bergsteiger bestiegen worden und wurde am 13. Dezember 1978 zum Naturdenkmal erklärt, nachdem der Felsen drei Jahre vorher für den Klettersport gesperrt worden war.

## Ortslage
Die Barbarine gehört zum Massiv des Pfaffensteines beim Ortsteil Pfaffendorf der Stadt Königstein. Sie ist im Südosten dem Felsmassivs des Pfaffensteins vorgelagert.

## Geschichte und bergsportliche Erschließung

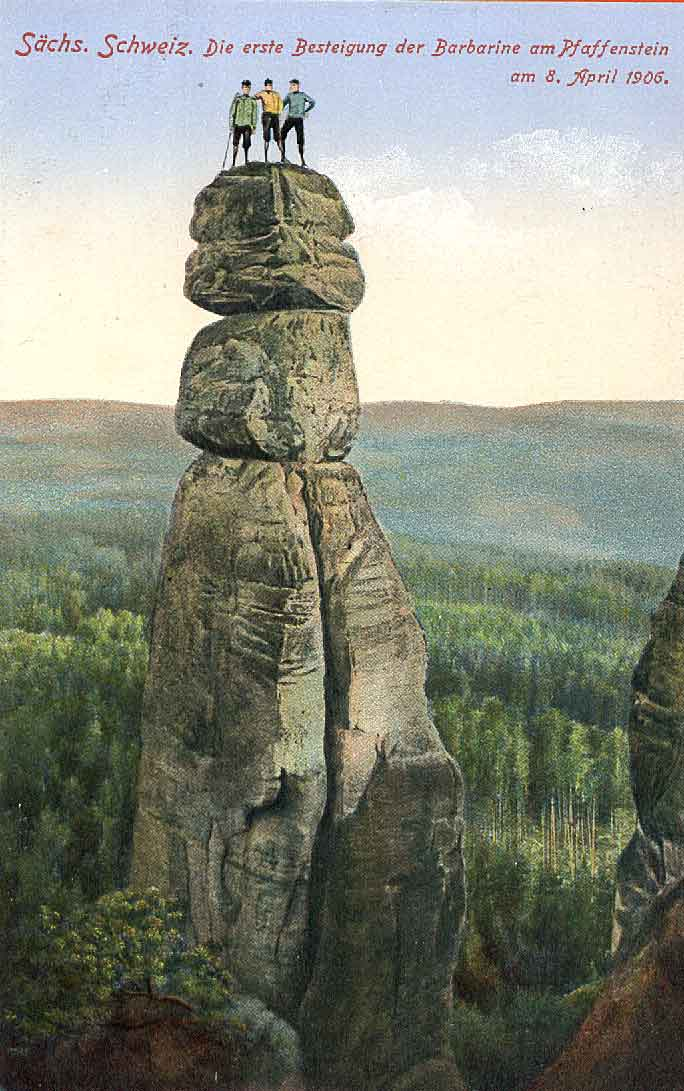
Ansichtskarte mit Darstellung der Erstbesteigung (falsche Datumsangabe: 8. April 1906)

Der Versuch des Kletterers Felix Wendschuh am 9. September 1905 war der erste dokumentierte Versuch einer Besteigung. Er stieß bei seinem Versuch bis unter den Gipfelkopf, zumindest aber bis zum Ende des Risses, vor. Die Geschichte, dass ihn der Wirt des Pfaffensteins, Keiler, unter Androhung einer Anzeige zur Umkehr gezwungen hat, dürfte wohl nicht stimmen. Keiler war selbst Bergsteiger und dürfte nichts gegen eine Besteigung gehabt haben, zumal auch die späteren Erstbesteiger den Versuch bei ihm im Wirtshaus nachweislich dokumentierten.
Am 19. September 1905 bezwangen der Dresdner Kletterer Rudolf Fehrmann und der Amerikaner Oliver Perry-Smith als erste Bergsteiger die Barbarine. Schon am Vortag hatten sie es bereits bis kurz vor den Gipfel geschafft, waren aber zu erschöpft, um den letzten Vorsprung am Gipfelkopf sicher zu erklettern. 
Tragisch endete der Wettkampf um die 1000. Besteigung im Sommer 1921. Die Seilschaft Kurt Nitzschmann, Ernst Strobel und Arthur Nittel wollte sich diesen Titel sichern und führte am 8. September 1921 sieben Besteigungen (Nr. 993 bis 999) hintereinander durch. Bei der siebenten Besteigung stürzte Ernst Strobel durch Seilriss tödlich ab, Nitzschmann und Nittel verblieben auf dem Gipfel. Daraufhin absolvierte Albert Haude die 1000. Besteigung ungesichert, brachte ein neues Seil auf den Gipfel und ermöglichte Nitzschmann und Nittel das Abseilen.
Eine weitere, an der Talseite befindliche Route wurde am 8. Juli 1924 durch Alfred Hermann eröffnet.
Der Besitzer der auf Privatgrund befindlichen Barbarine brachte im Sommer 1930 die Idee zur Sprengung der Felsnadel ins Gespräch. Der intensive Besuch von Wanderern und Bergsteigern hatte das Areal um den Fuß der Barbarine so stark beschädigt, dass eine vom Eigentümer gewünschte Aufforstung aufgrund des versandeten und verkarsteten Bodens nicht möglich war. Nach Intervention durch den Landesverein Sächsischer Heimatschutz und die Bergwacht erfolgte ein Verkauf des Grundstücks samt Barbarine an einen neuen Eigentümer, welcher von der Sprengung absah.
Im Sommer 1944 ereignete sich ein schwerer Blitzeinschlag in den oberen Gipfelkopf, der die dort installierte eiserne Gipfelstange herunterriss, im Gipfelkopf mehrere tiefe Risse hinterließ und ihn im oberen Bereich in fünf große Teile spaltete. Um der Drohenden Erosion insbesondere durch Frostsprengung zu begegnen und den Felsen in seiner Form zu erhalten, wurden die Vertiefungen 1946 durch Bergsteiger mit Beton ausgossen.
Aufgrund der weiter fortgesetzten Erosion wurden 1964 weitere Arbeiten durchgeführt. Dabei wurde der Gipfelkopf untermauert und mit zwei Stahlseilen umspannt. Diese wurden mit einer wasserabweisenden Bituplastbinde versehen. Zudem erhielt die Gipfeloberfläche eine Betonkappe, um das weitere Eindringen von Wasser zu verhindern. Ab 1975 erstellte geologische Gutachten stellten jedoch fest, dass die Maßnahmen von 1964 nicht den gewünschten dauerhaften Erfolgt brachten. Es wurden erneut tiefe Risse entdeckt und am Rand war die Betonkappe nicht überall fest mit dem Sandstein verbunden, so dass die Verwitterung darunter vorangeschritten war. Infolgedessen wurde 1975 ein generelles Besteigungsverbot ausgesprochen. In den Jahren 1979/80 fanden umfangreiche Sicherungsarbeiten am Gipfelkopf statt. Dabei wurden alle Risse und Klüfte mit Sandsteinverfestiger und Klebstoffen verfüllt, die Oberfläche mit einer Kappe aus Kunstsandstein versehen und mit wasserabweisenden Mitteln behandelt.
Das geologische Naturdenkmal wird heute nur noch ausnahmsweise bestiegen – meist von Geologen und anderen Wissenschaftlern, um den aktuellen Zustand zu untersuchen.
Anfang der 2010er Jahre wurde das Waldgebiet mit der Barbarine von Ivo Teichmann erworben.

## Die Sage von der Barbarine
Der Sage nach ist die Barbarine eine versteinerte Jungfrau, die von ihrer streng gläubigen Mutter bestraft wurde.

„Das immerwährende Mahnmal eines Strafgerichts, nach welchem es geschehen seyn soll, daß eine Mutter ihre Tochter Sonntags habe heißen in die Kirche gehen, die Tochter aber sey währender Kirche auf den Pfaffstein in die Heydelbeere gegangen, und als sie die Mutter daselbst angetroffen, habe sie die Tochter im Zorn verwünschet, daß sie müsse auf der Stelle zum Stein werden; worauf solches augenblicklich also geschehen, und daher diese zum Stein gewordene Jungfer auf immer allhier stehe, und mit ihrem Steinbilde alle ungehorsame Kinder warne.“

Der Name Barbarine wurde vom Vornamen des Mädchens abgeleitet. In einer Variante dieser Sage handelt es sich bei der Mutter um eine böse Hexe und das Mädchen trifft am Pfaffenstein ihren Geliebten, einen Förster, der dem benachbarten Klettergipfel den Namen gab.

## Trivia
- Zu den bekanntesten Bezwingern der Barbarine zählte der Radsportler Täve Schur. Er bestieg die Felsnadel im Juni 1956 zusammen mit Bergsteigern der Klettervereinigung "Wintersteiner".[11]

## Galerie

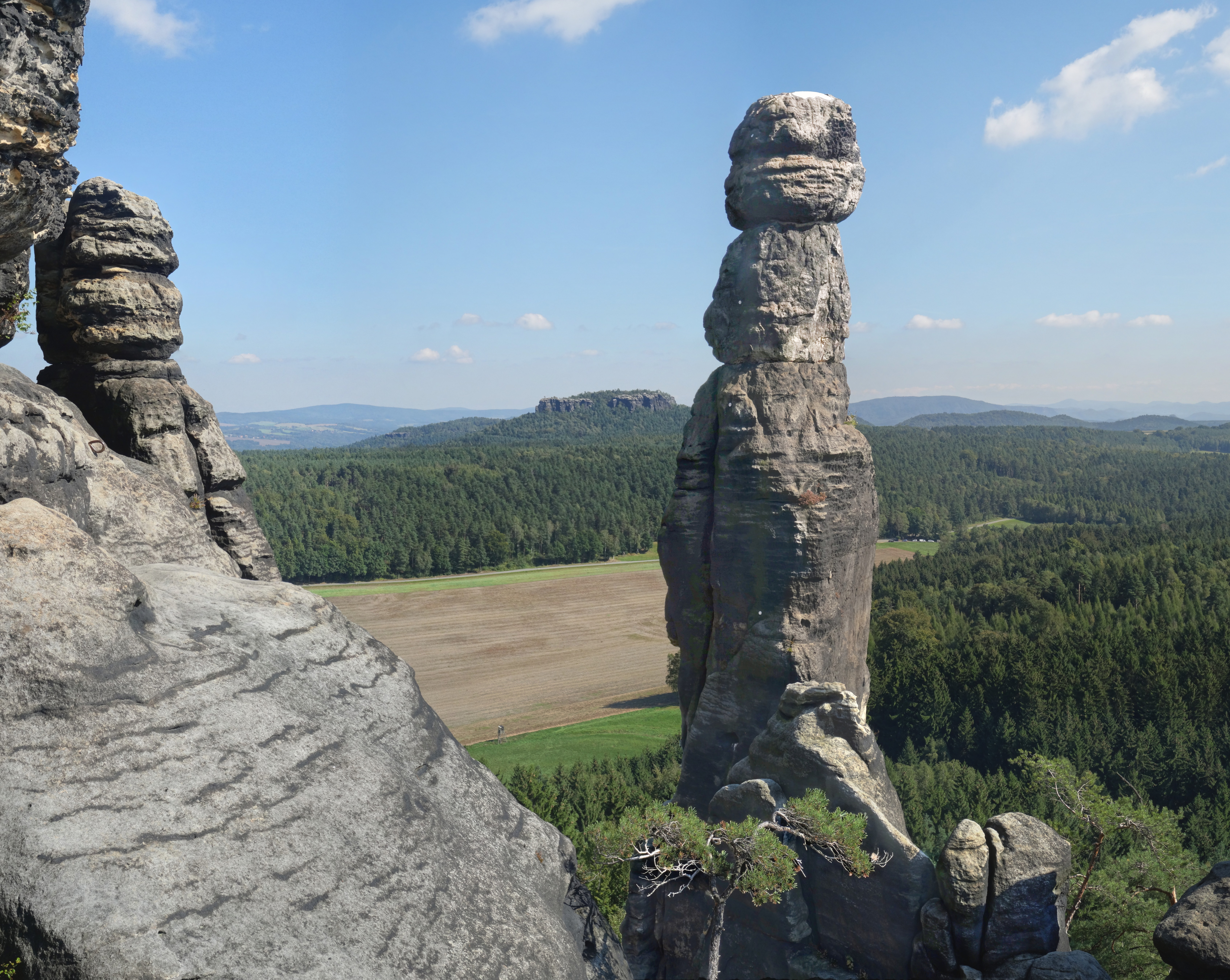
Die Barbarine mit den Papststein im Hintergrund
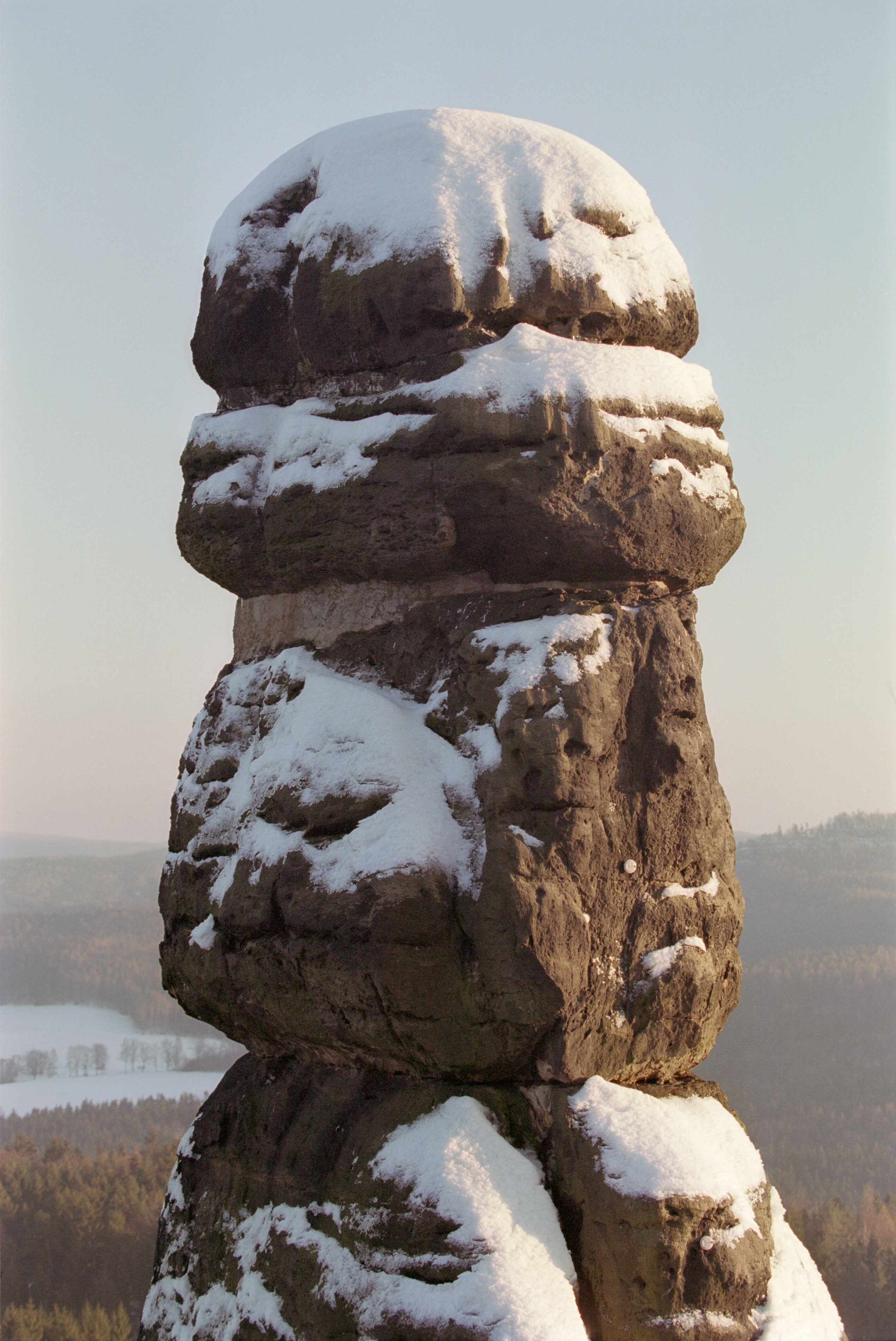
Detailaufnahme des Kopfes der Barbarine im Winter
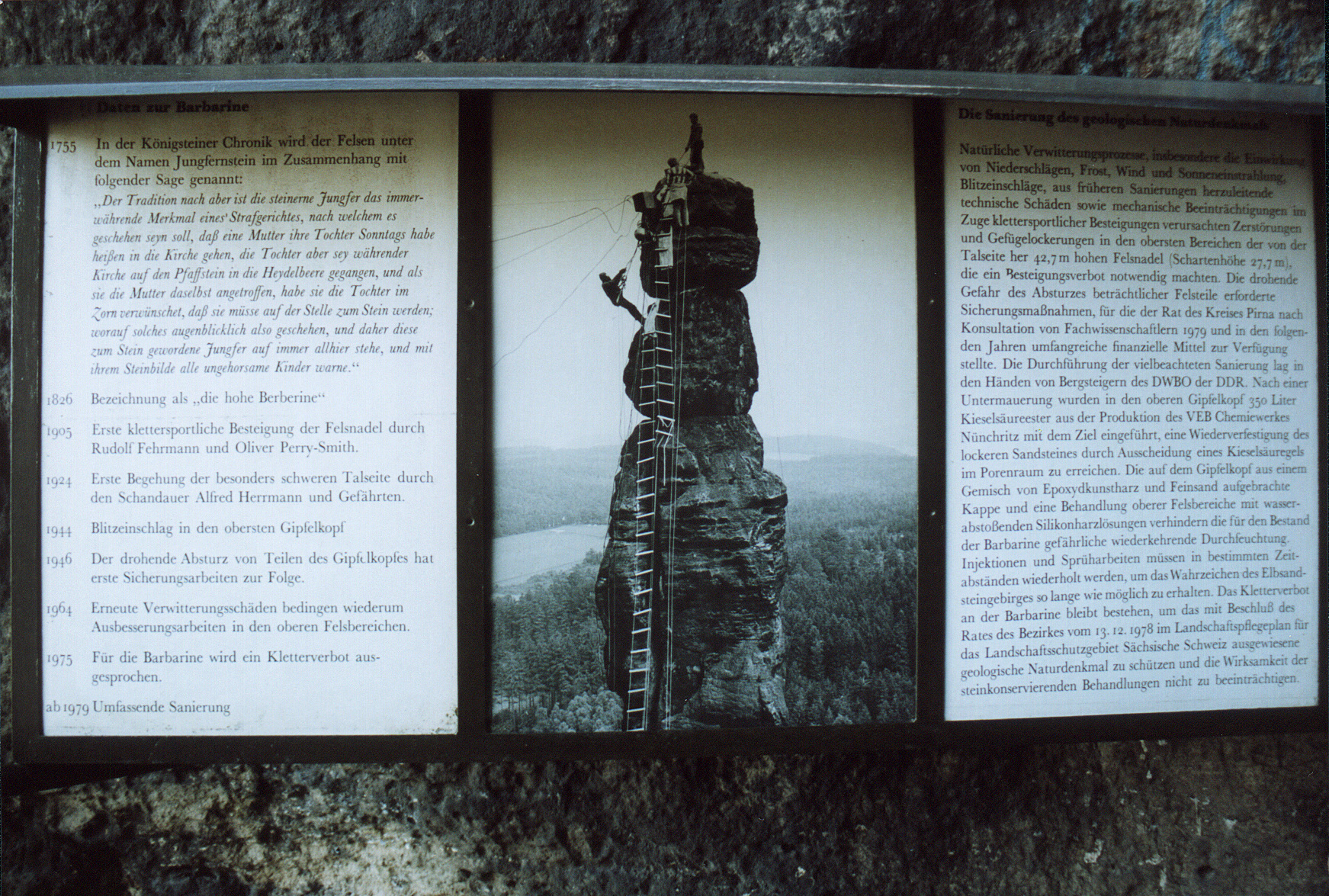
Schautafel an der Barbarinenaussicht am Pfaffenstein
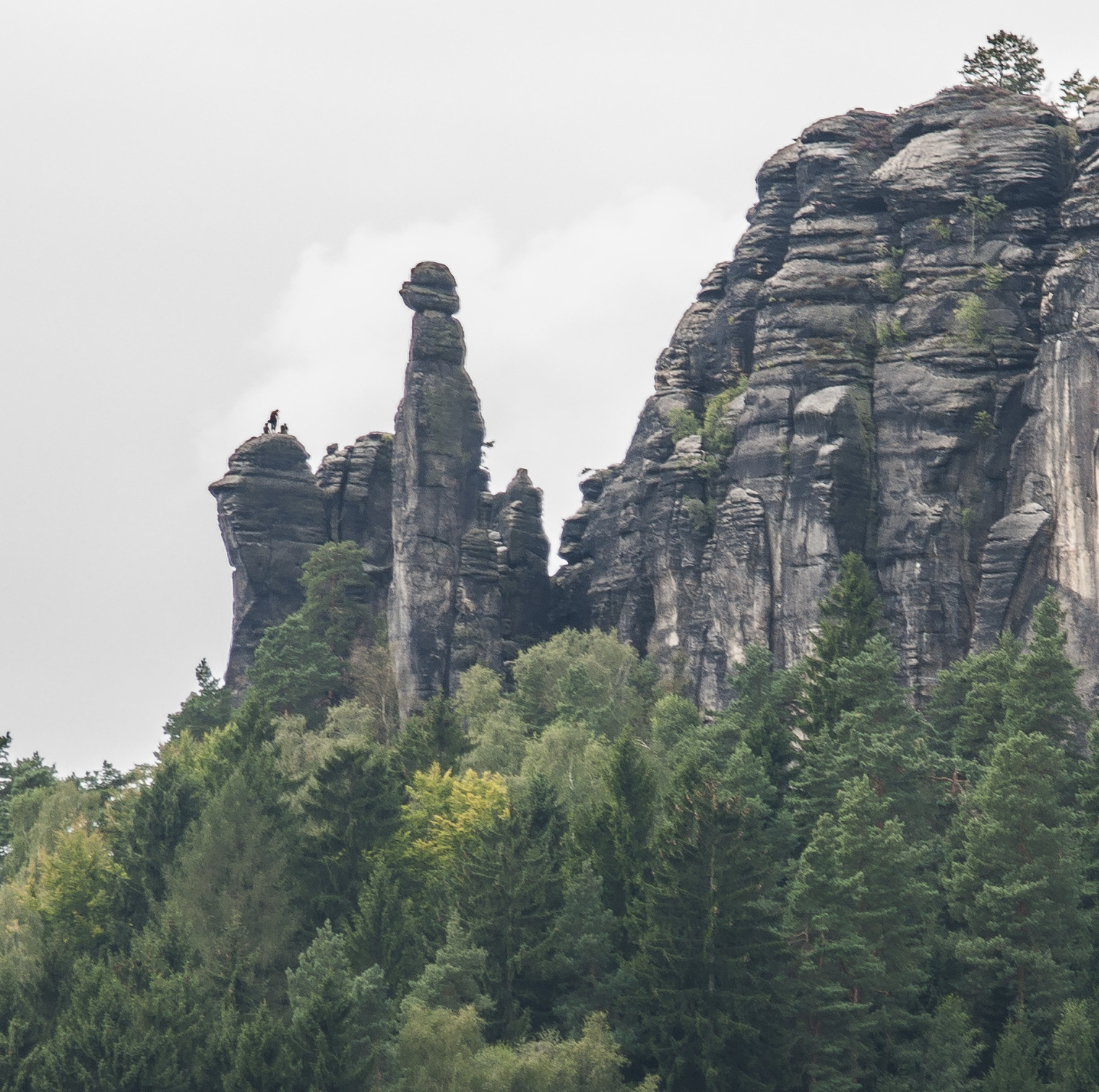
Ansicht der Barbarine von Osten
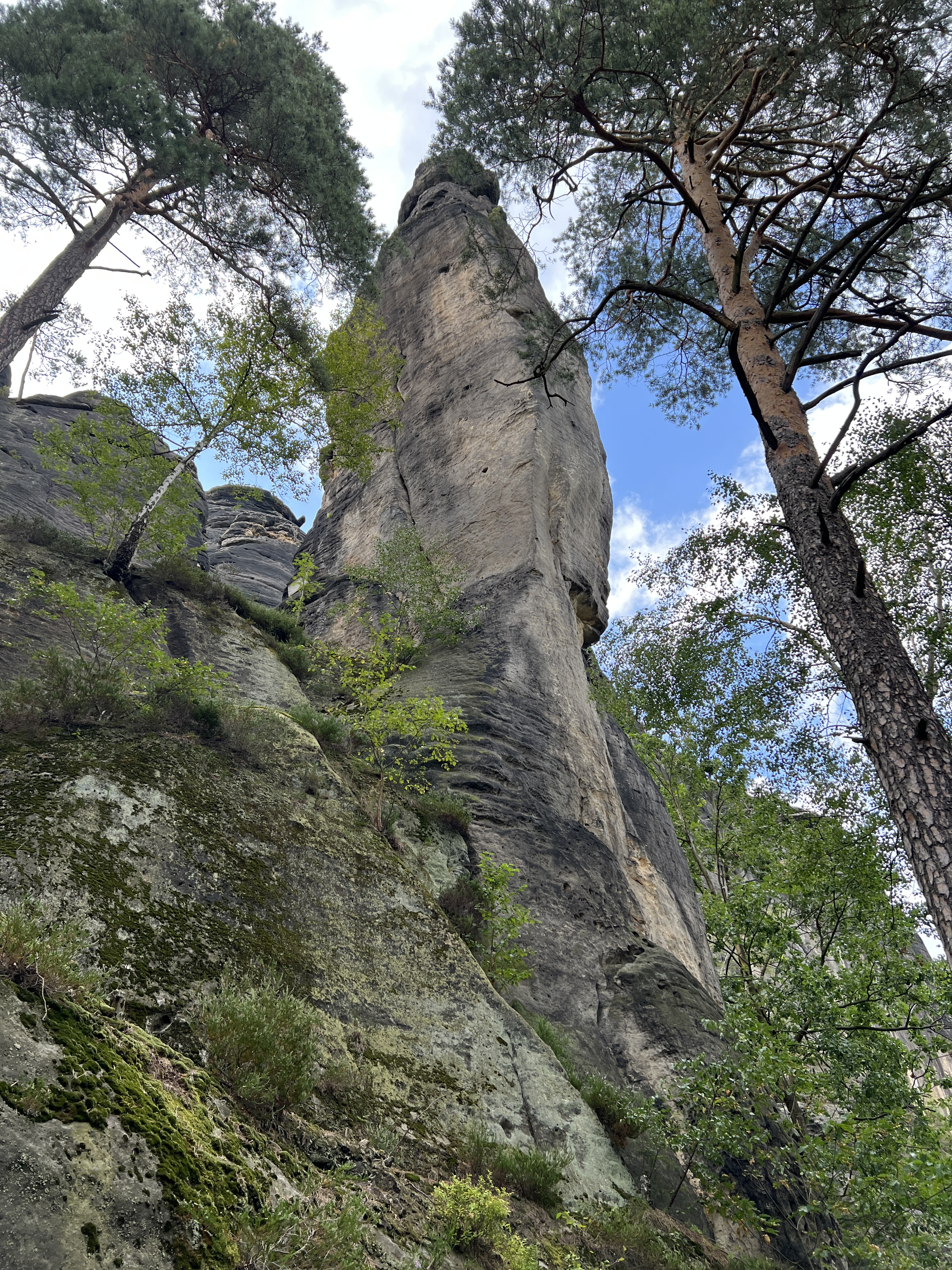
Nahansicht vom Fuß des Felsens